# Колзаки (Ивановская область)
Колзаки — деревня в Палехском районе Ивановской области. Входит в Пеньковское сельское поселение.

## География
Находится в 22 км к востоку от Палеха (24,4 км по автодорогам). Примыкает с севера к соседнему крупному селу Пеньки.

## Население
| 1859 | 1905 | 2010 |
| ---- | ---- | ---- |
| 75   | ↘69  | ↘21  |